# Dansk Ostindien
Dansk Ostindien er en samlebetegnelse for de områder i Ostindien, der på et tidspunkt var danske kolonier.
Dansk Ostindien omfattede:
- Trankebar
- Gondalpara
- Serampore
- Oddeway Torre
- Nicobarerne